# La Grande Séverine
Fondé par l'éditeur Maurice Girodias en 1959, La Grande Séverine était un établissement au 7 rue Saint-Séverin à Paris, qui proposait chaque soir, sur trois étages, différents spectacles : « Chez Vodka » (cabaret russe où Valia et Aliocha Dimitrievitch jouaient régulièrement), « La Batucada » (cabaret brésilien où chantait Marpessa Dawn), « Le Blues-Bar » (club de jazz animé par Mae Mercer), mais aussi un café-théâtre, où se produisirent notamment Bulle Ogier et Brigitte Fontaine et une cave, transformée en boîte de jazz, le « Jazzland » qui accueillit Ornette Coleman et Cecil Taylor,.
L'établissement fut fermé le 22 octobre 1964 pour une durée de 15 jours sur ordre du préfet Maurice Papon, à la suite de la représentation d'une adaptation théâtrale du roman de Sade, La Philosophie dans le boudoir mise en scène par Nicolas Bataille et jouée par Gaby Sylvia, Élisabeth Wiener et Jean-Paul Cisife à laquelle assistèrent notamment Catherine Deneuve, Roger Vadim et Romain Gary. À la suite de cette interdiction, on s'aperçut que Maurice Girodias n'avait pas de licence de spectacle et La Grande Séverine ferma définitivement ses portes.
En octobre 1964 a eu lieu la première représentation de la pièce de Boris Vian, Le Dernier des métiers dans laquelle Brigitte Fontaine, Jean-François Adam, Christian Dancourt et Louison Roblin ont les rôles principaux.